# Григорівка (Могилів-Подільський район)
Григорі́вка —  село в Україні, у Могилів-Подільській міській громаді Могилів-Подільського району Вінницької області. Населення становить 365 осіб. До 2020 орган місцевого самоврядування — Бронницька сільська рада.

## Географія
Село лежить у долині притоки Дністра — р. Котлубаївка, яка приймає тут безіменну притоку, а також кілька струмків і джерел.
В околицях села знаходиться ботанічний заказник місцевого значення Григорівська гора.
Село разом з околицями входить до складу Регіонального ландшафтного парку «Дністер».

## Історія
У кінці ХІХ-на поч. ХХ ст. село належало князям Вітгенштейнам. Населення на той час становило більше 1000 осіб, що займались виключно землеробством.
У 1813 році на місці старої трьохкупольної дерев'яної церкви, що згоріла на кошти парафіян побудовано кам'яний однокупольний храм на честь Архистратига Михаїла з кам'яною дзвінницею та старовинним п'ятиярусним іконостасом. Діяла церковно-приходська школа. Сьогодні церква перебуває в аварійному стані.
7 (20) листопада 1917 року, відповідно до Третього Універсалу Української Центральної Ради, увійшло до складу Української Народної Республіки.
12 червня 2020 року, відповідно до Розпорядження Кабінету Міністрів України № 707-р «Про визначення адміністративних центрів та затвердження територій територіальних громад Вінницької області», увійшло до складу Могилів-Подільської міської громади.
19 липня 2020 року, в результаті адміністративно-територіальної реформи та ліквідації Могилів-Подільського району (1923 — 2020), село увійшло до складу новоутвореного Могилів-Подільського району.

## Визначні особистості
Лозінський Олександр Миколайович — український військовик, учасник російсько-української війни

## Галерея

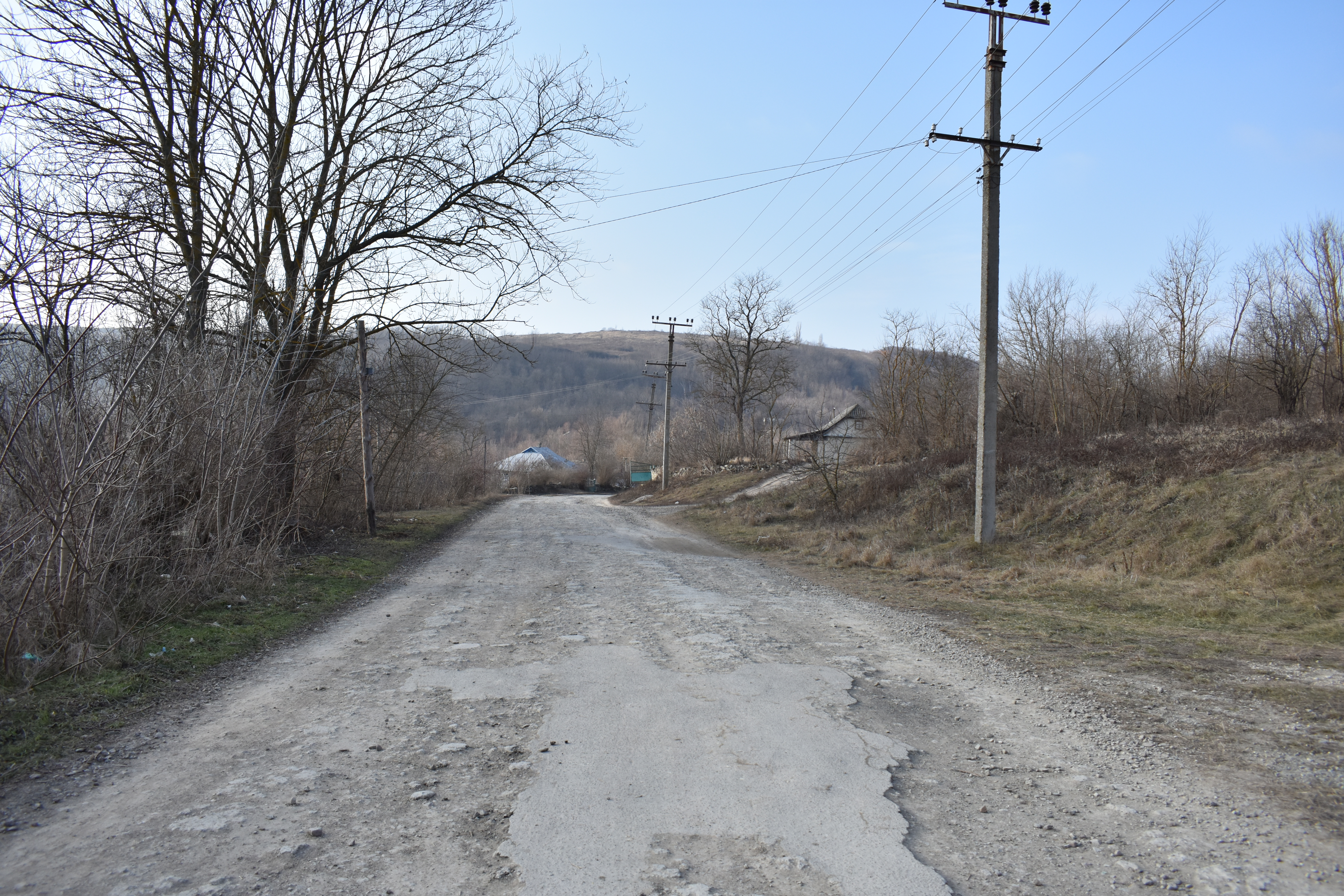
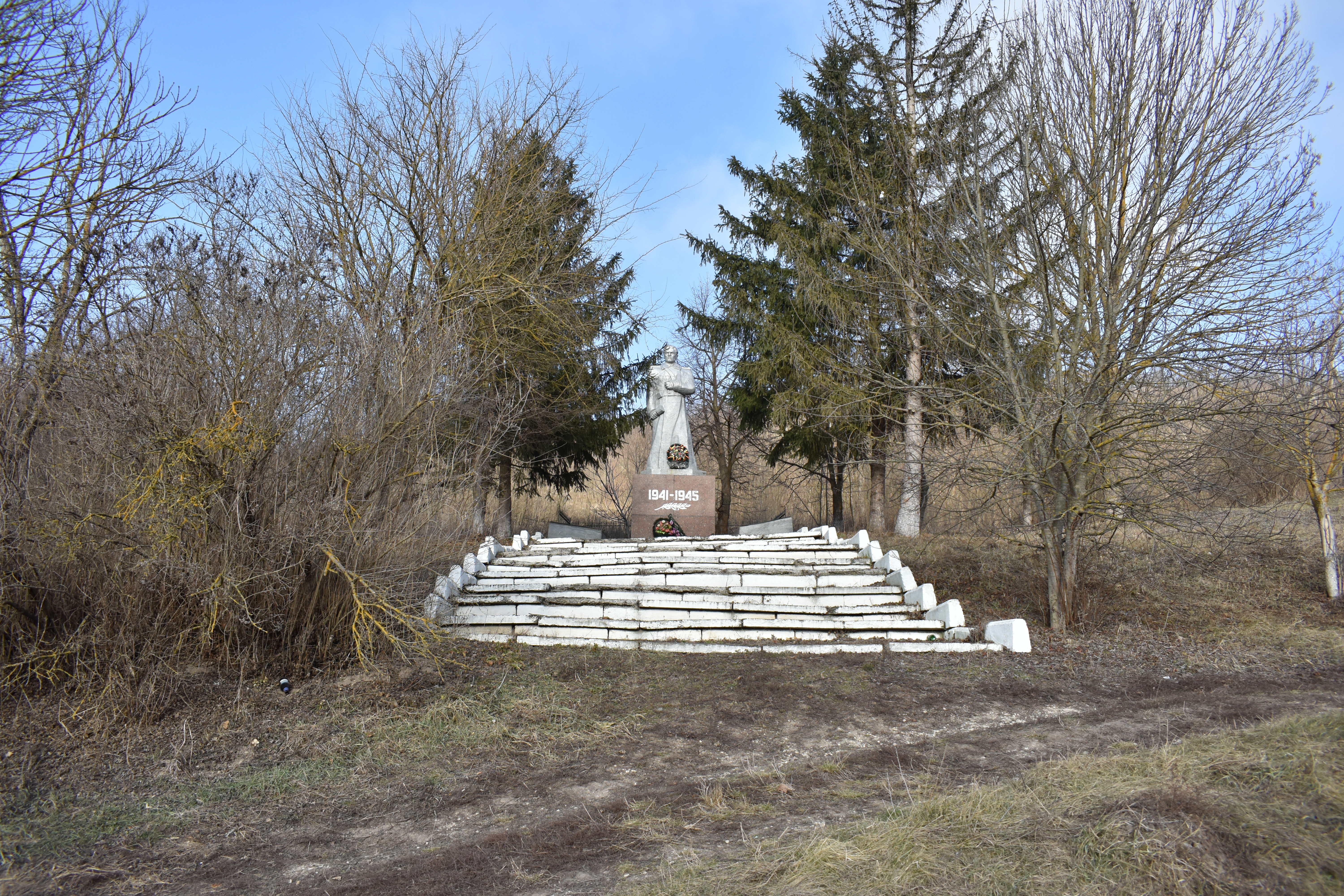
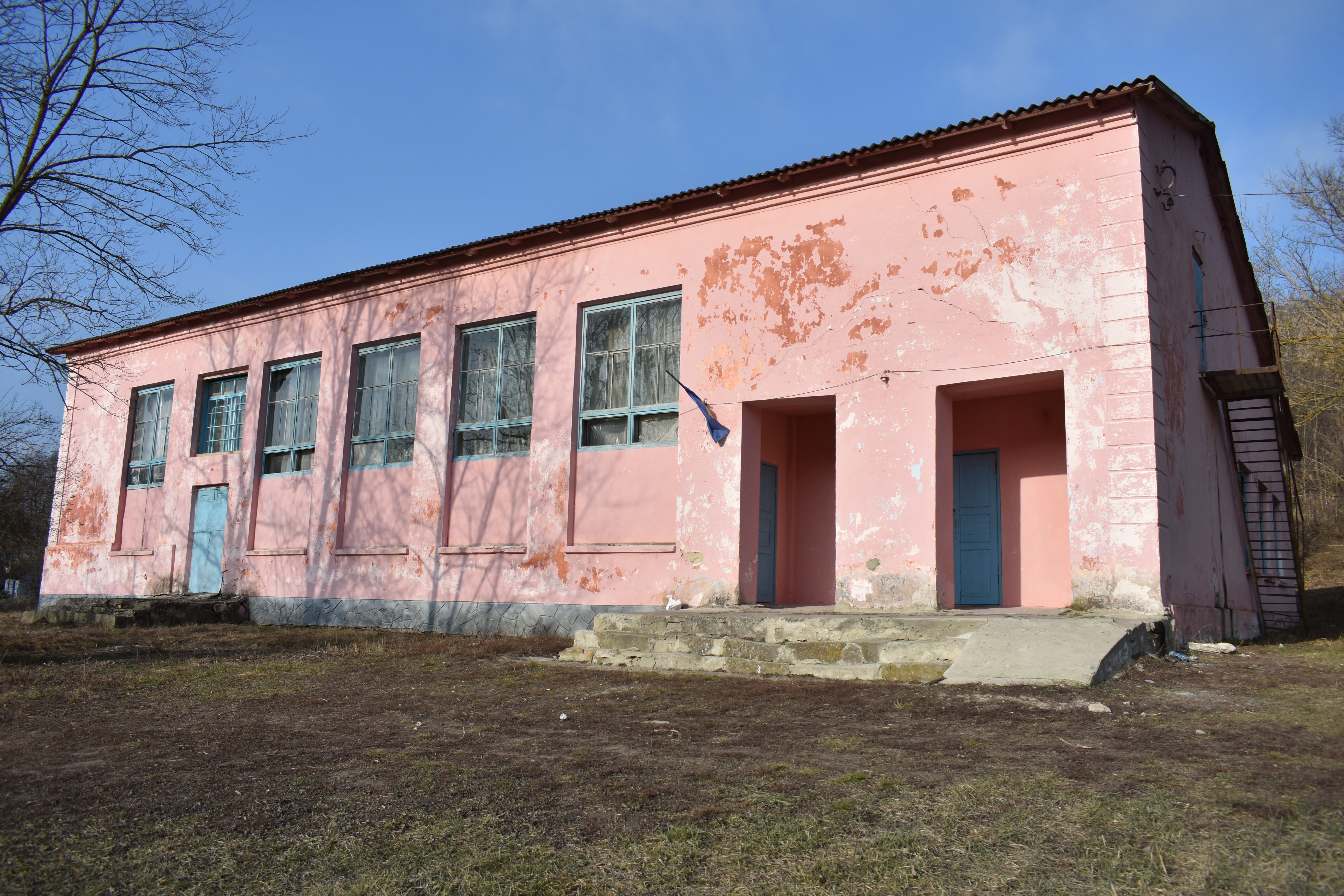
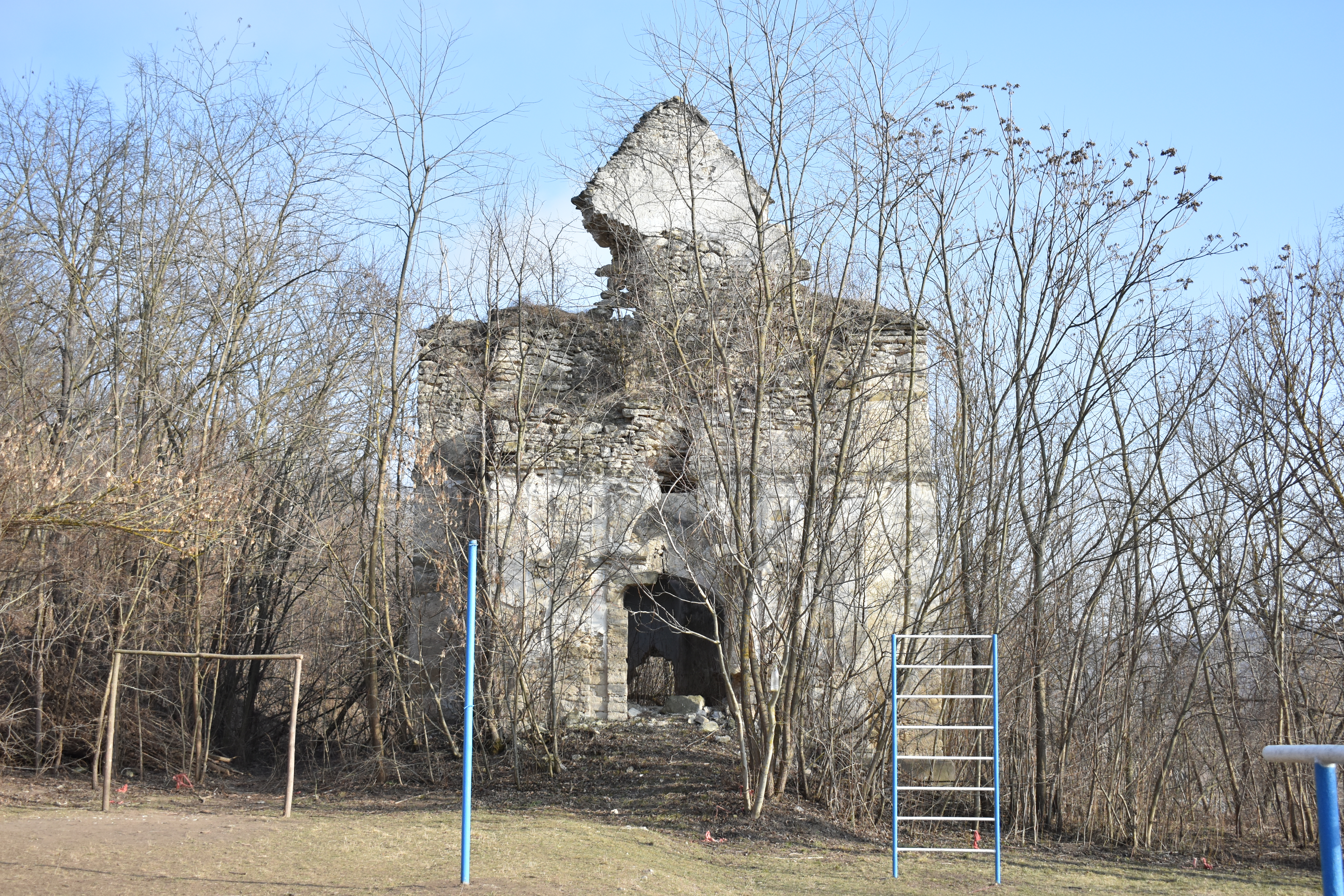
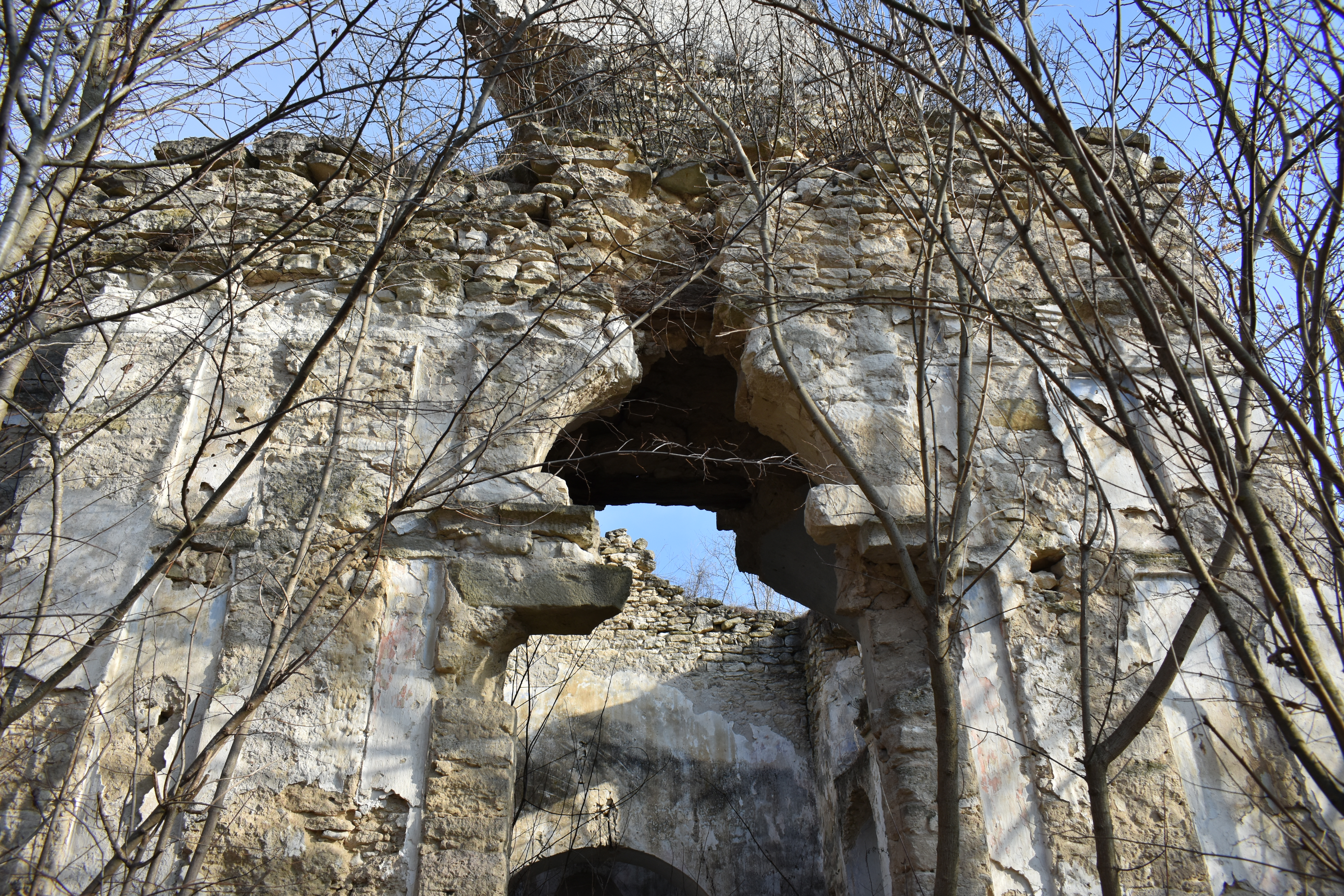
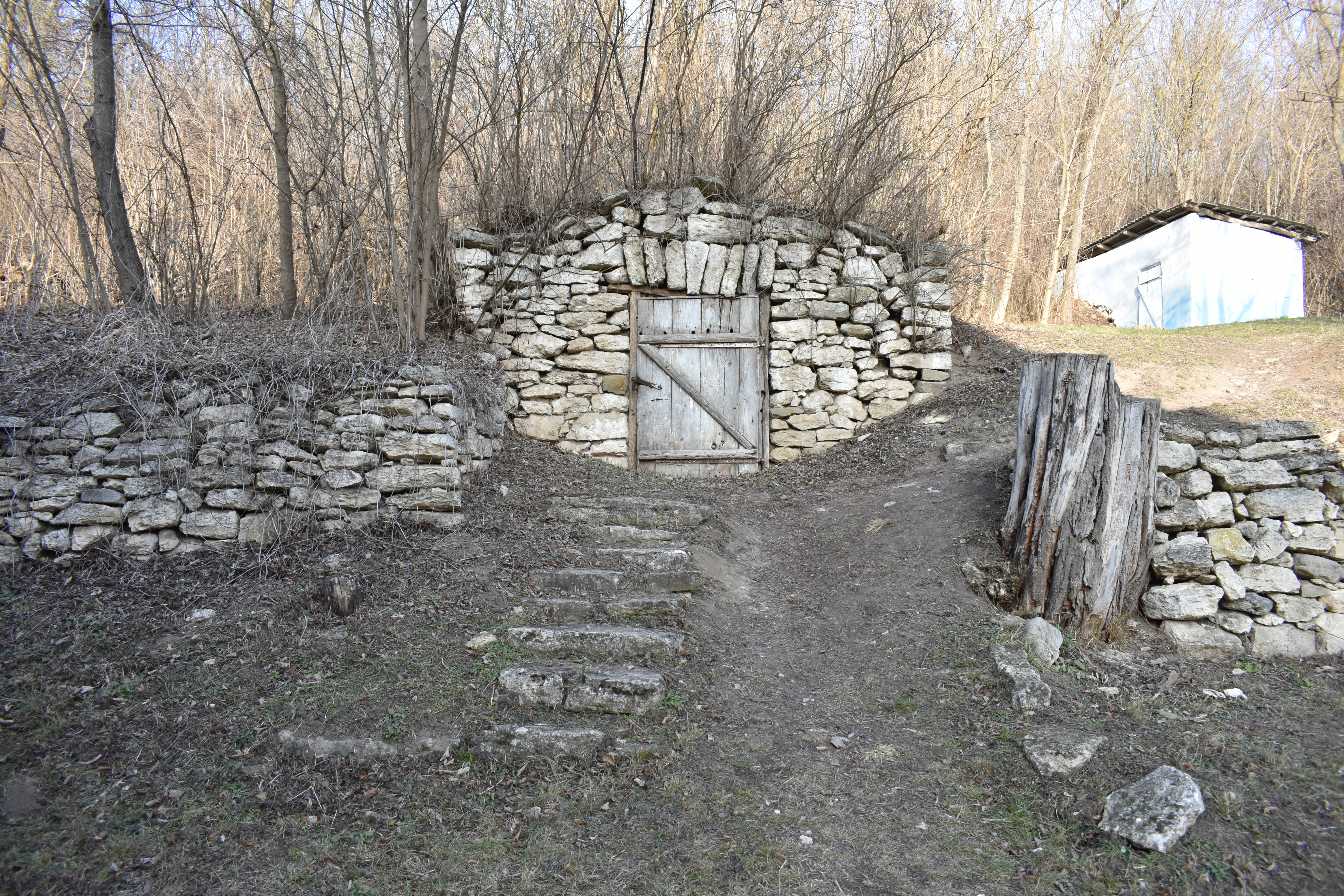
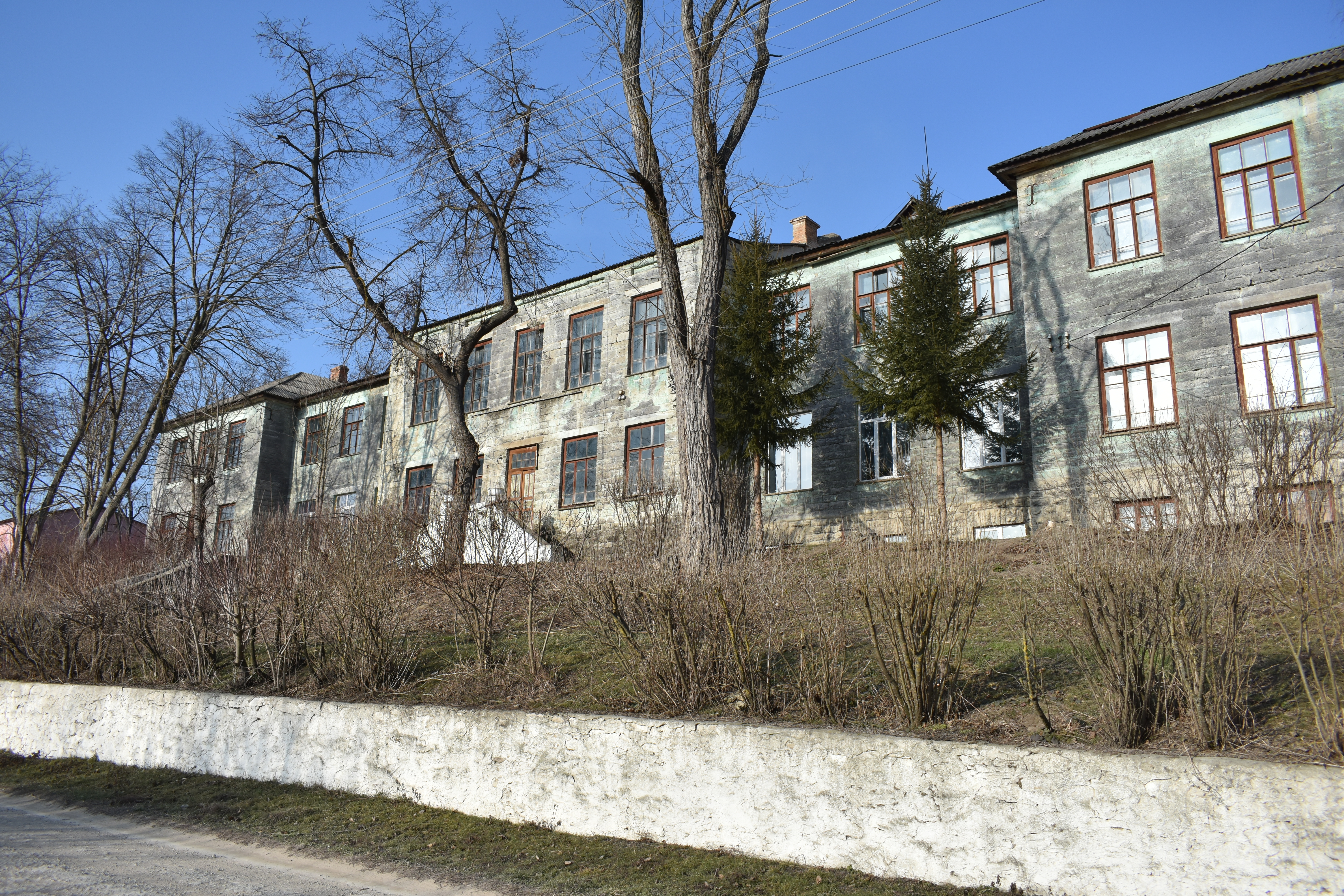
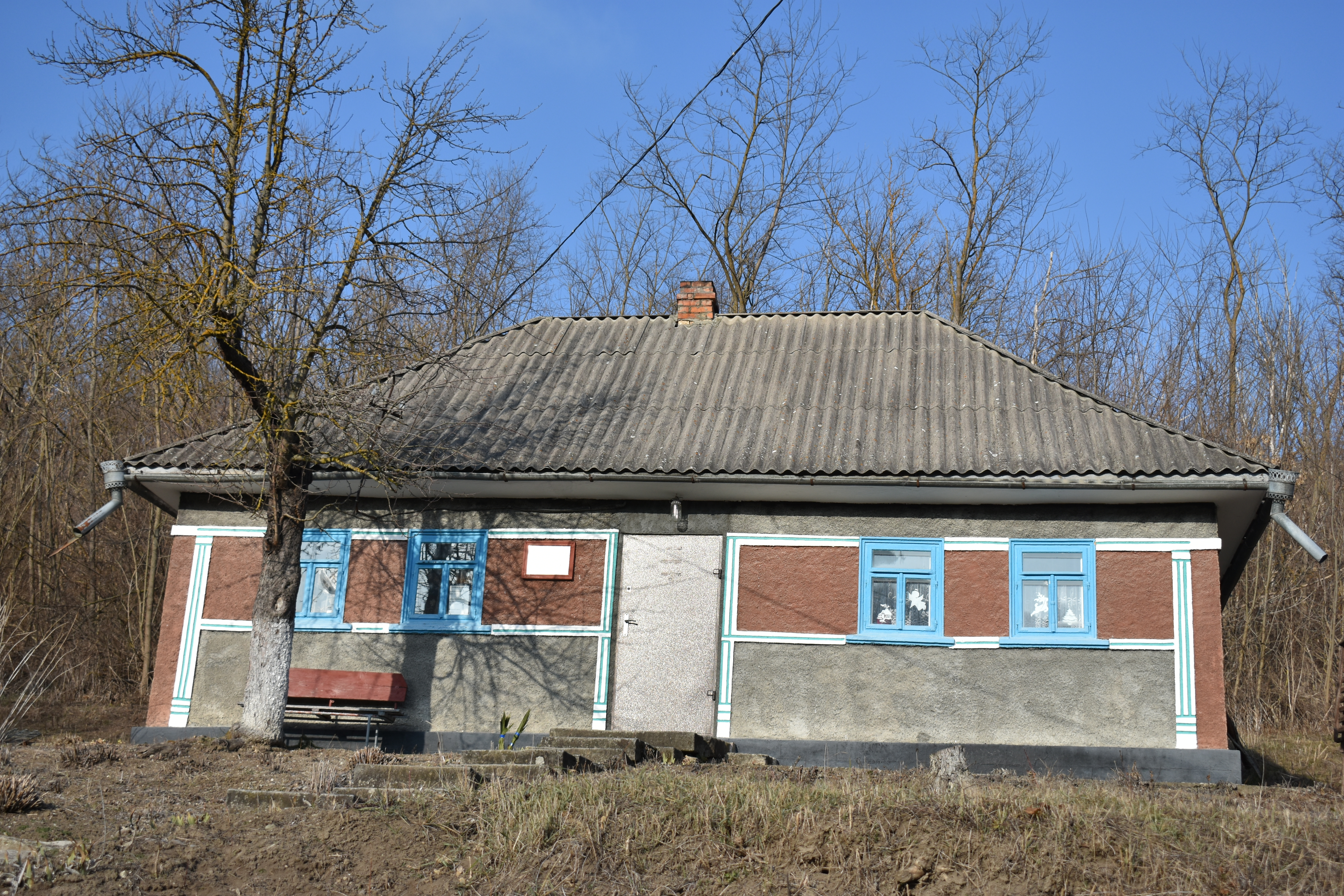
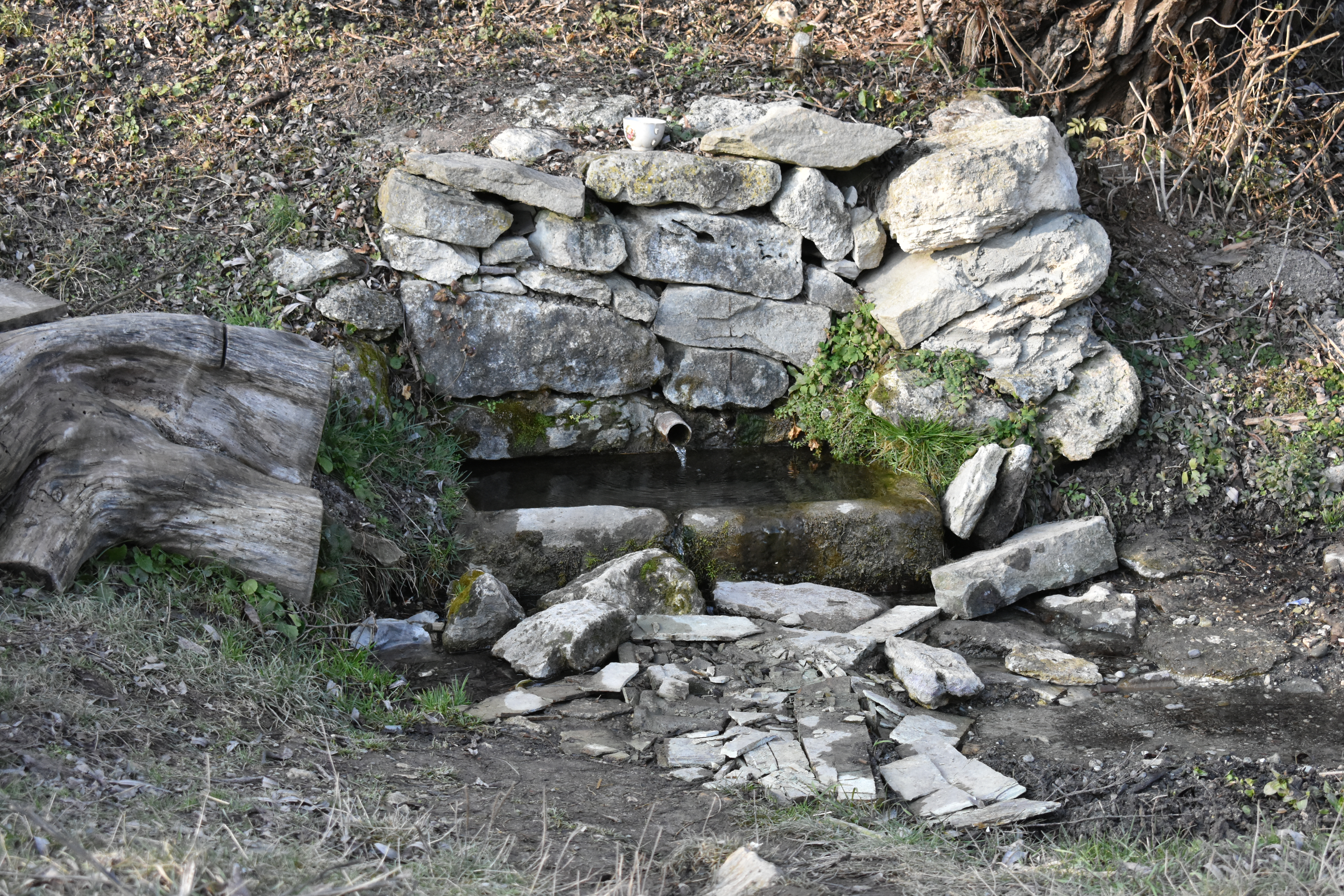